# Anabathmis
Anabathmis – rodzaj ptaków z rodziny nektarników (Nectariniidae).

## Zasięg występowania
Rodzaj obejmuje gatunki występujące w Afryce Subsaharyjskiej.

## Morfologia
Długość ciała 10–14 cm; masa ciała 6–13 g.

## Systematyka

### Etymologia
Anabathmis: gr. αναβαθμις anabathmis – krok, stopień (por. αναβαινω anabainō – wspinać się; βαθμις bathmis – krok).

### Podział systematyczny
Do rodzaju należą następujące gatunki:
- Anabathmis reichenbachii (Hartlaub, 1857) – nektarnik nigeryjski
- Anabathmis hartlaubii (Hartlaub, 1857) – nektarnik brązowogrzbiety
- Anabathmis newtonii (Bocage, 1887) – nektarnik zatokowy